# Teleférico Kankakei

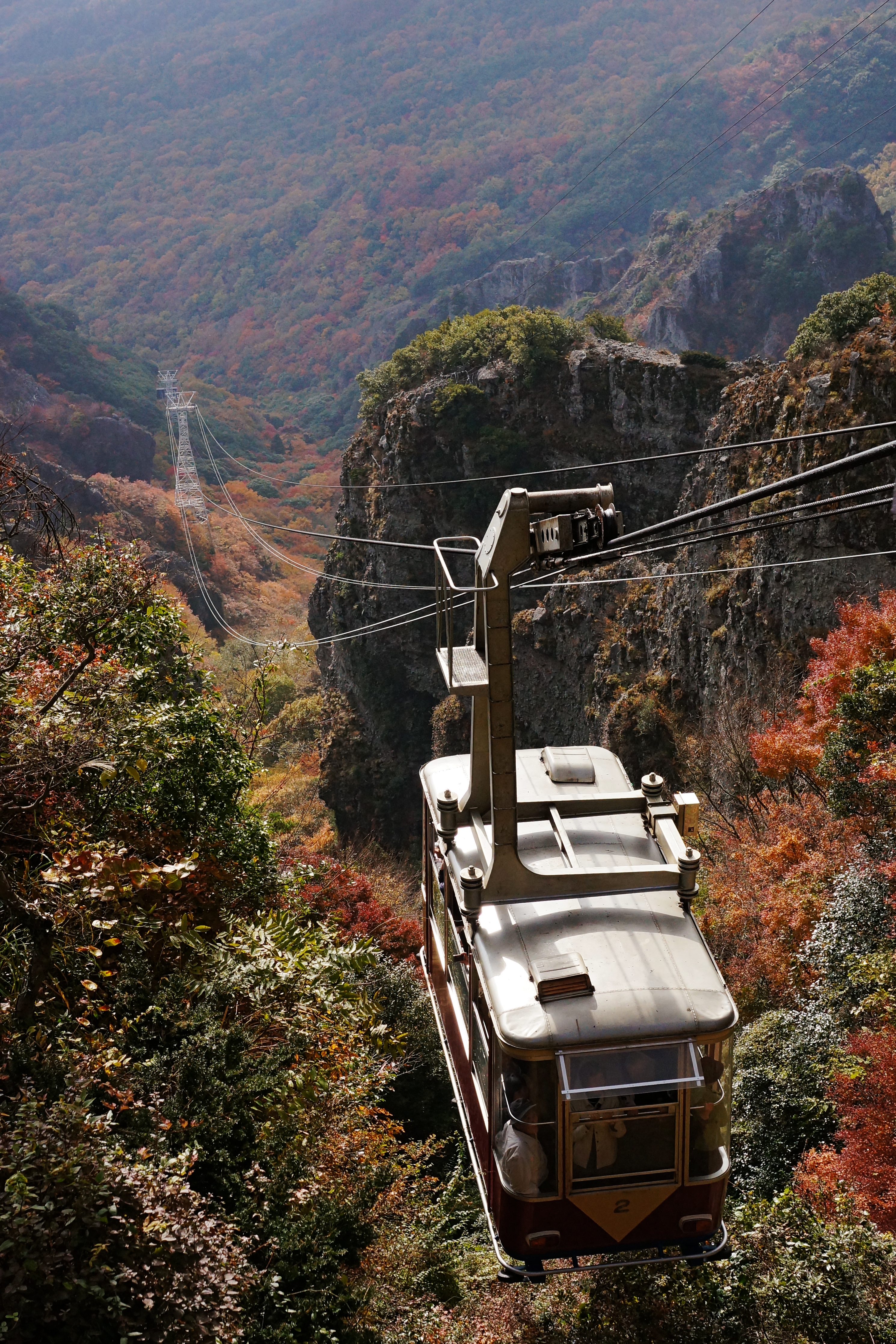
El teleférico Kankakei en 2012.

El Teleférico Kankakei (寒霞渓ロープウェイ Kankakei Rōpuwei?)  es un teleférico japonés en Shōdoshima, Kagawa. Es la única línea operada por Shōdoshima Sōgō Kaihatsu (小豆島総合開発?  "Desarrollo Integral de Shōdoshima"). La línea se inauguró en 1963. Atraviesa Kankakei, un cañón en la isla Shōdoshima. La garganta es conocida por su vista única, causada por diastrofismos y la erosión.

## Datos
- Distancia: 917 m
- Intervalo vertical: 312 m
- Número de cables: 3.
- Capacidad: 40 por cabina, 2 cabinas.